# Trasporti in Argentina

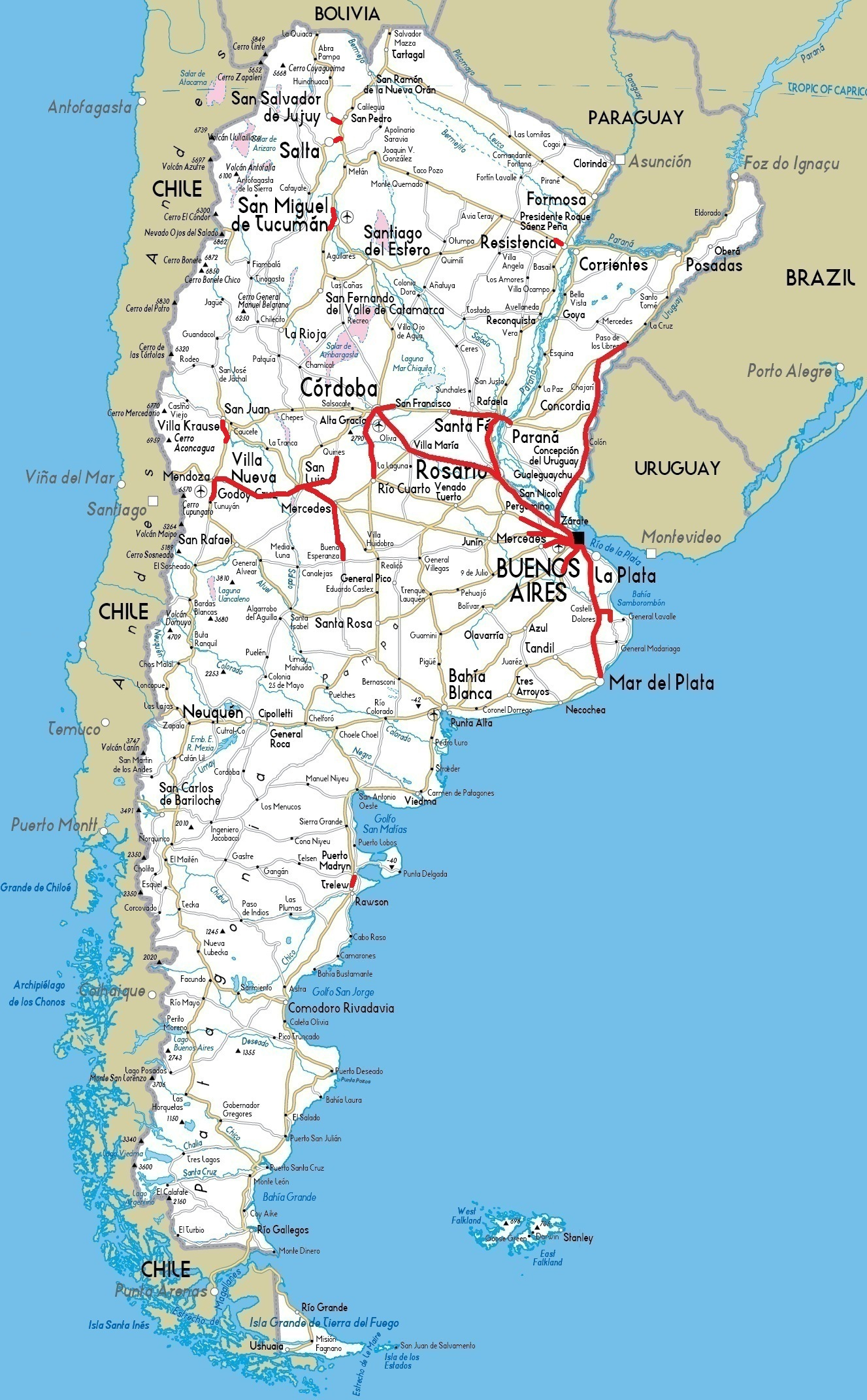
Strade duplicate dell'Argentina, in rosso

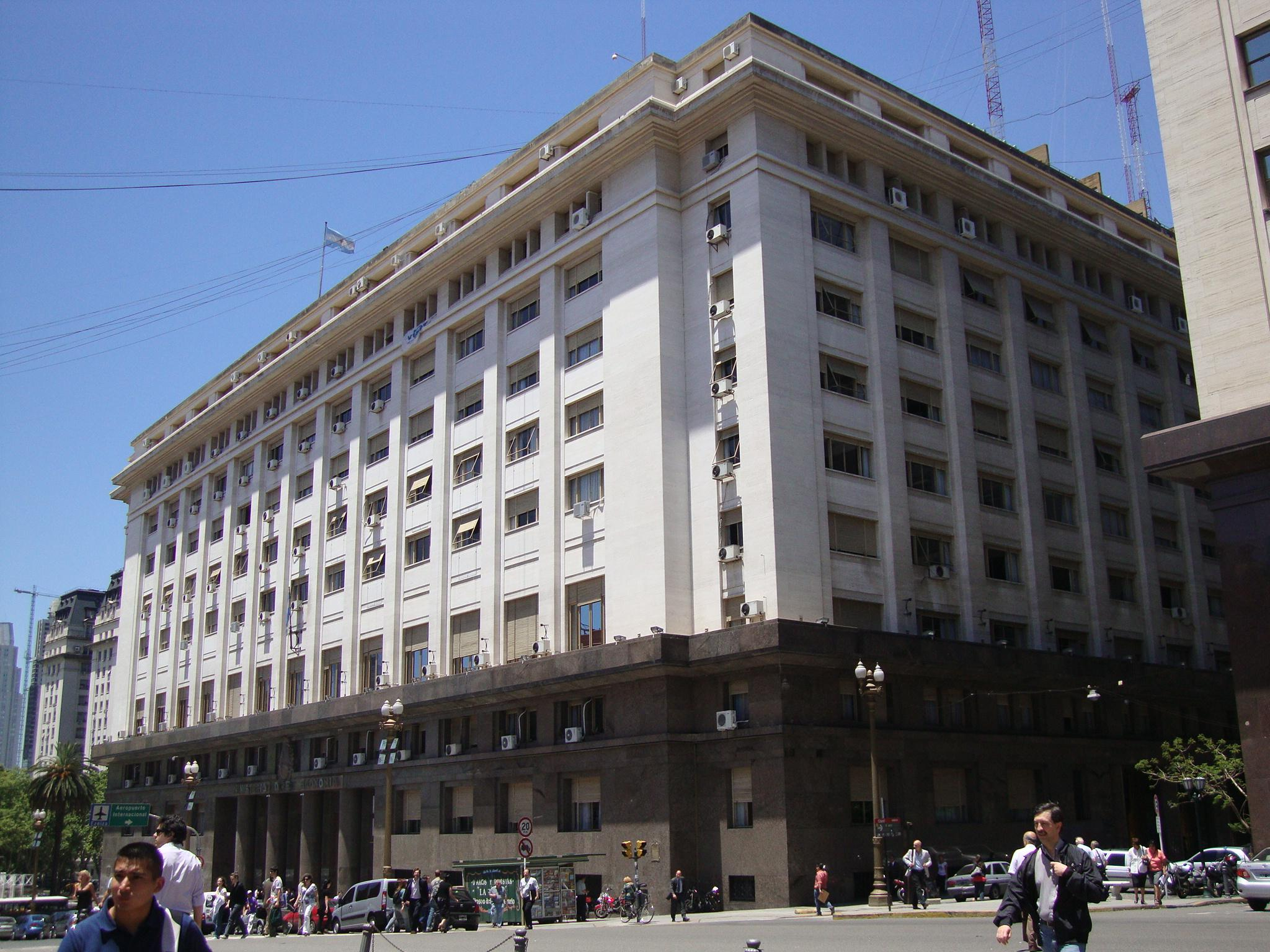
Sede del Ministero dei trasporti a Buenos Aires

I trasporti in Argentina si basano principalmente su una complessa rete di strade, attraversata da autobus poco costosi a lunga percorrenza per il trasporto di passeggeri e da camion da carico per il trasporto di merci. Il paese ha anche numerosi aeroporti nazionali e internazionali. L'importanza del treno a lunga percorrenza oggi è minore, benché in passato fosse ampiamente usato e stia ora riguadagnando slancio dopo la rinazionalizzazione delle linee passeggeri e merci del paese. Il trasporto fluviale è usato perlopiù per le merci.
All'interno delle aree urbane, il principale sistema di trasporto è l'autobus o colectivo; le linee di autobus trasportano ogni giorno milioni di persone nelle maggiori città e nelle loro aree metropolitane, anche mediante un sistema di autobus a transito rapido (ATR) conosciuto come Metrobus. Buenos Aires in aggiunta ha una metropolitana, l'unica del paese, e la Grande Buenos Aires è servita da un sistema di treni suburbani.

## Trasporto pubblico

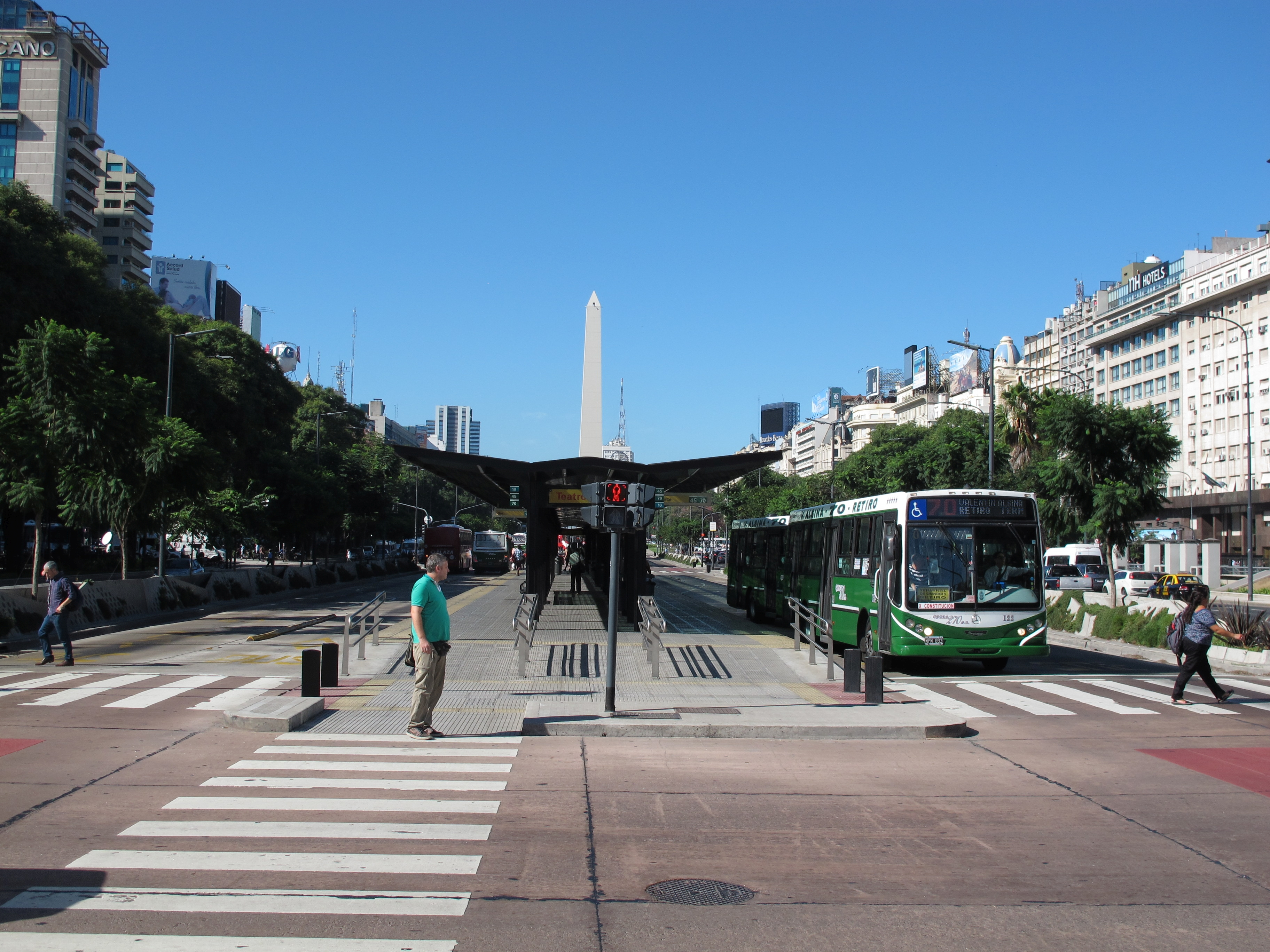
Una stazione del Metrobus 9 de Julio nel centro di Buenos Aires.

La maggioranza delle persone impiega il trasporto pubblico piuttosto che le auto private per spostarsi nelle città, specialmente nel normale orario di lavoro, dal momento che parcheggiare può essere sia difficile che costoso. Andare in bicicletta sta diventando sempre più comune nelle grandi città grazie a una rete crescente di piste ciclabili in città come Buenos Aires e Rosario.

### Autobus
Il colectivo (autobus urbano) copre le grandi città con numerose linee. Le tariffe potrebbero essere fissate per l'intera città, o potrebbero dipendere dalla destinazione. I colectivos spesso attraversano i confini municipali nelle corrispondenti aree metropolitane. In alcuni casi ci sono diferenciales (servizi speciali) che sono più veloci e notevolmente più costosi. Le linee di autobus in una data città potrebbero essere gestite da diverse aziende private e/o dal governo municipale, e potrebbero essere dipinte di colori diversi per una più facile identificazione. La città di Buenos Aires in anni recenti ha espanso il suo sistema di ATR Metrobus per integrare la sua rete esistente della metropolitana e si stima che, insieme ad altre misure, ciò aumenterà l'uso del trasporto pubblico della città del 30 per cento.

### Taxi

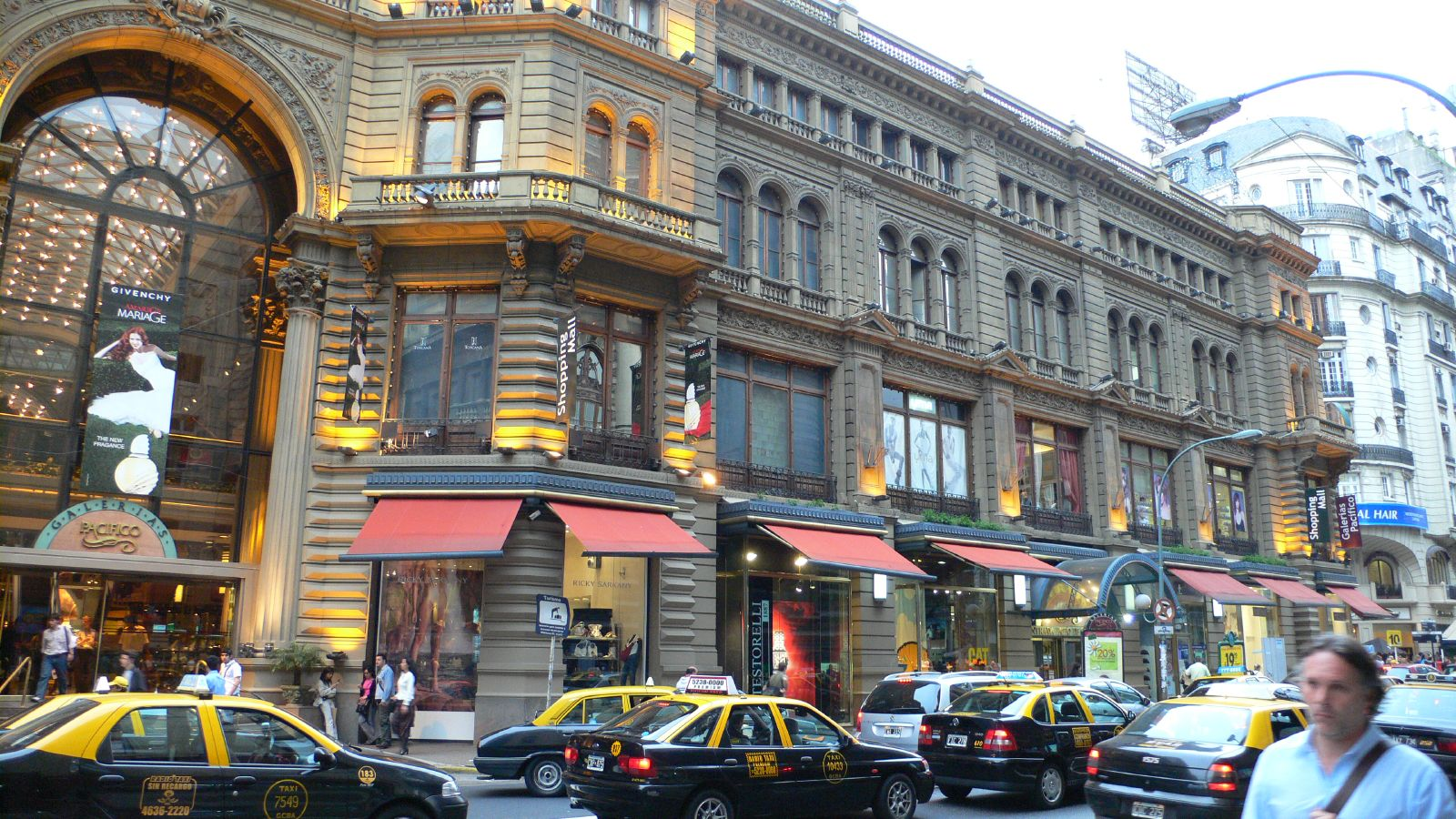
I taxi sono abbondanti in tutte le maggiori città.

I taxi sono molto comuni e a prezzi relativamente accessibili. Hanno colori e tariffe diverse in città diverse, benché un modello nero e giallo a contrasti forti sia comune a tutte le più grandi conurbazioni. Le società di taxi a chiamata (radio-taxis) sono molto comuni, mentre i remís sono una forma di trasporto simile al noleggio con conducente italiano: sono molto simili ai taxi a chiamata, ma non condividono un modello comune, e le tariffe sono concordate in anticipo invece di usare il tassametro, anche se ci sono spesso prezzi fissi per destinazioni comuni.

### Ferrovie suburbane

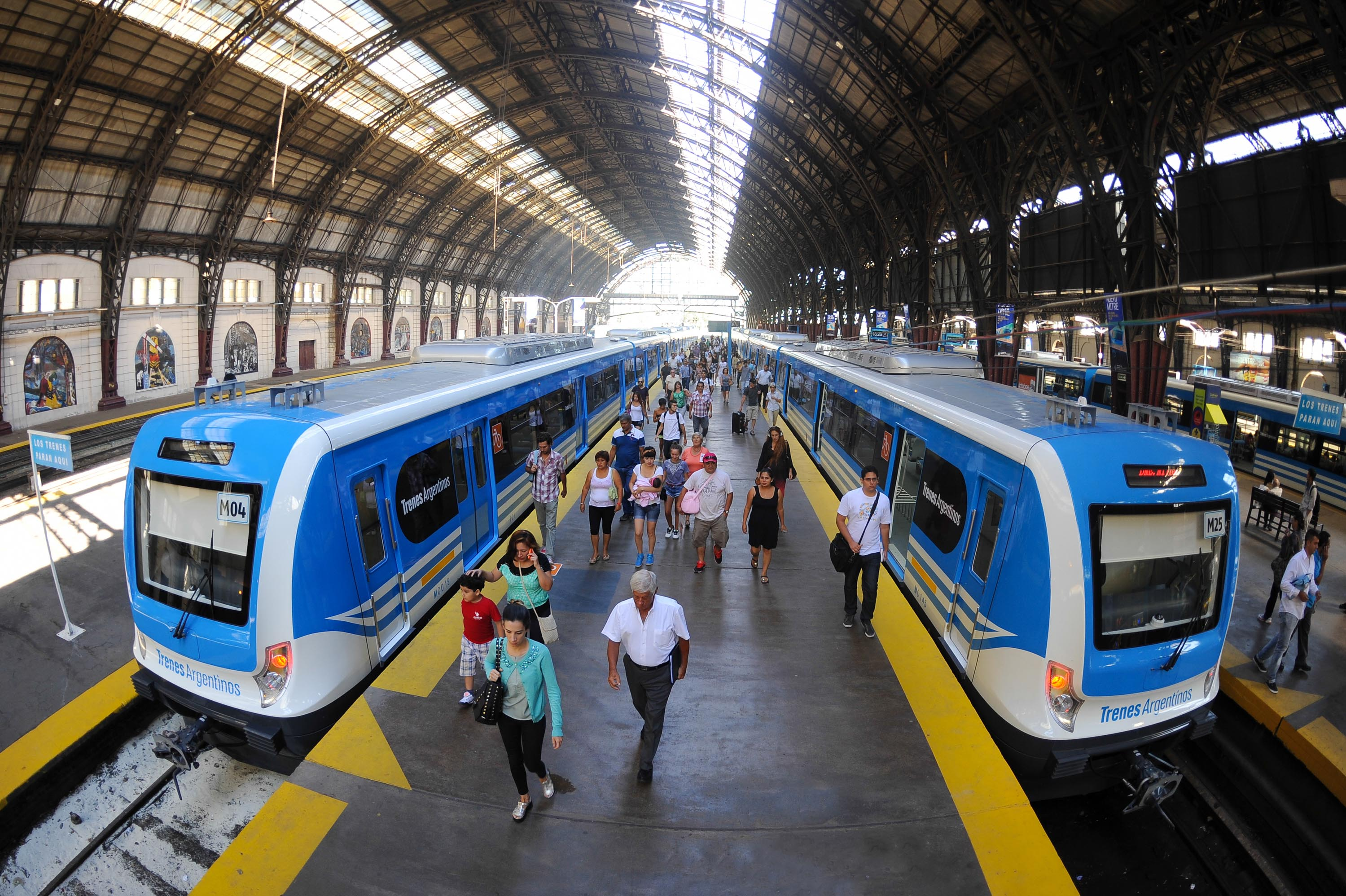
Treni CSR gestiti da Trenes Argentinos nella stazione di Retiro.

I treni suburbani collegano la città di Buenos Aires con l'area della Grande Buenos Aires, (vedi: Rete ferroviaria suburbana di Buenos Aires). Ogni giorno della settimana, più di 1,4 milioni di persone fanno i pendolari nella capitale argentina per lavoro e altre faccende. Questi treni suburbani funzionano tra le 4 e l'1. Le linee più affollate sono elettriche, parecchie sono alimentate a gasolio e alcune di queste stanno venendo elettrificate, mentre il materiale rotabile sta venendo sostituito in tutta la città. Fino a poco tempo fa, Trenes de Buenos Aires, UGOFE, Ferrovías e Metrovías erano alcune delle società private che fornivano il servizio passeggeri suburbano nell'area metropolitana di Buenos Aires. Tuttavia, con la modernizzazione e rinazionalizzazione di questi servizi, molte di queste società hanno avuto i loro contratti rescissi o sono state assorbite in Trenes Argentinos (l'operatore ferroviario statale), benché alcuni operatori privati siano rimasti, come ad esempio Metrovías, concessionario della Linea Urquiza. (Va segnalato che il Ministero dei trasporti argentino ha deciso di non rinnovare la concessione della Linea Urquiza a Metrovías, scaduta alla fine del 2017. Nel frattempo, Metrovías continuerà comunque a gestire la linea per un massimo di 18 mesi, in attesa della individuazione del nuovo concessionario.)
Altre città in Argentina con un sistema di treni suburbani includono Resistencia, Paraná e Mendoza, che è sede della Metrotranvía Mendoza, una rete metrotranviaria urbana. È in progettazione una rete ferroviaria suburbana per Córdoba, per integrare l'esistente Tren de las Sierras che corre attualmente attraverso la città e verso le cittadine e i villaggi vicini.

### Metropolitana

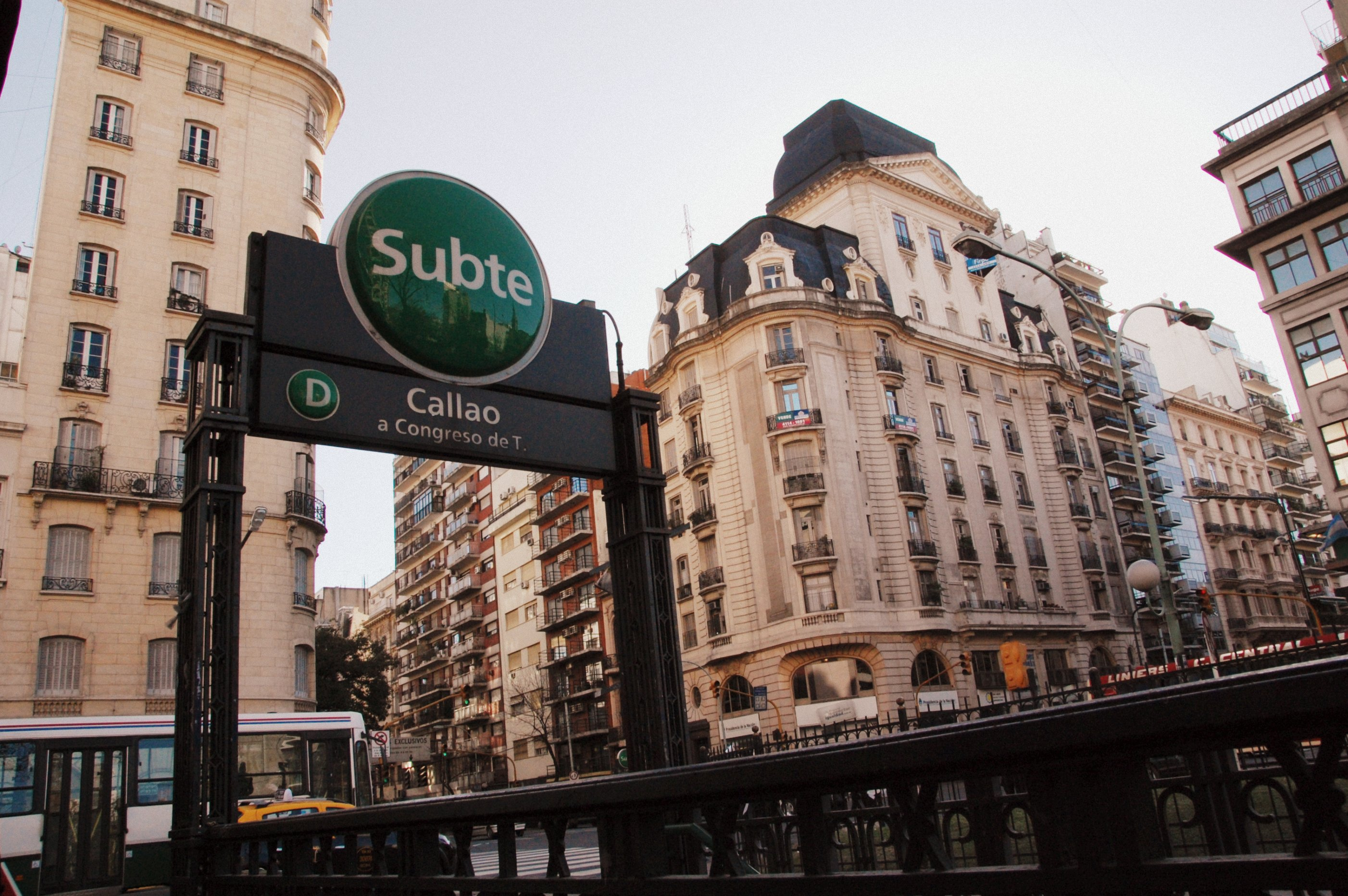
Entrata in una stazione della metropolitana di Buenos Aires.

Al 2018, Buenos Aires è l'unica città argentina con un sistema di metropolitana sotterranea, nondimeno c'è un progetto per costruire un sistema nella città di Córdoba (Metropolitana di Córdoba) facendone il secondo sistema di metropolitana in Argentina. La metropolitana di Buenos Aires (Subterráneo de Buenos Aires) ha attualmente sei linee, ciascuna contrassegnata con una lettera da A ad H, benché siano in progetto altre tre linee. Una moderna linea di tram (Linea P, detta anche Premetro o Linea E2) funziona come linea secondaria per la Linea E della metropolitana al suo capolinea esterno, come fa la Linea Urquiza per la Linea B della metropolitana a Chacarita. Il numero giornaliero di utenti è 1,3 milioni e in aumento. La maggior parte delle linee delle metropolitane di Buenos Aires collegano il centro della città (Microcentro) con le aree nella periferia della città vera e propria, benché nessuna vada oltre i limiti della Grande Buenos Aires.
Negli anni recenti, la metropolitana ha visto una graduale espansione, con i prolungamenti delle linee H, B e A. Al 2018, sono in costruzione i prolungamenti delle linee E ed H, una parte dei quali dovrebbe essere completata già entro l'anno. Sono state inoltre annunciate tre nuove linee: la F, in fase avanzata di definizione, i cui lavori dovrebbero iniziare nel 2020, e la G e la I, le cui prospettive, dopo vari rinvii, appaiono però molto più incerte. Similmente, il materiale rotabile è stato gradualmente sostituito negli ultimi anni e ci sono ulteriori piani di ammodernamento.

### Tram

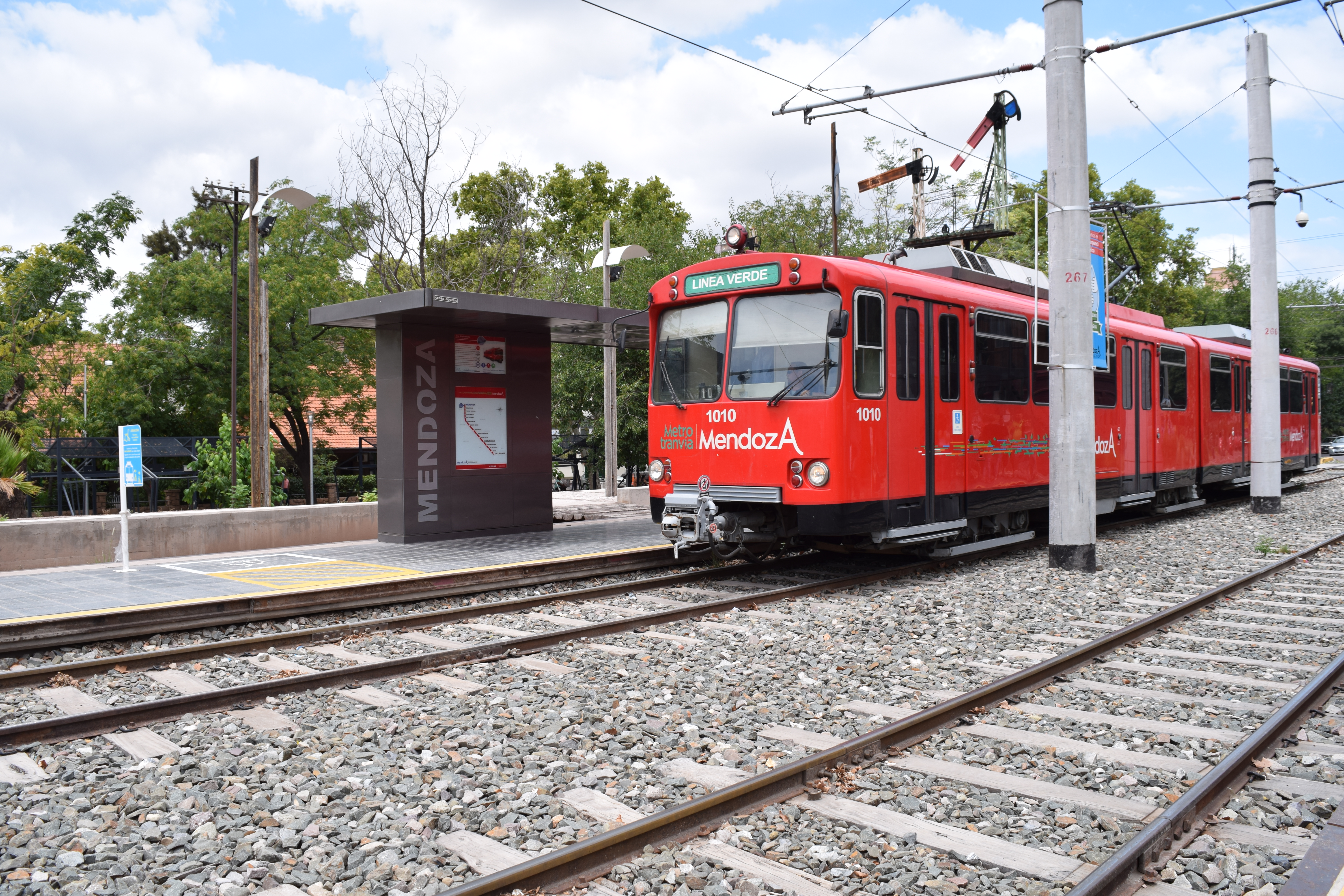
Un tram a Mendoza

I tram, un tempo comuni, furono ritirati come trasporto pubblico negli anni 1960, ma sono ora in una fase di lento ritorno. Nel 1987 fu aperta una linea tranviaria moderna come linea secondaria per il sistema della metropolitana. Una moderna linea metrotranviaria tra la stazione ferroviaria suburbana di Bartolomé Mitre e la città di Tigre (Tren de la Costa) inaugurata nel 1996 funziona nei sobborghi settentrionali. Un tram di 2 chilometri noto come la Tranvía del Este (Tram dell'Est) fu inaugurato nel 2007 quartiere Puerto Madero di Buenos Aires usando tram francesi Citadis presi in prestito, ma i piani per il suo prolungamento non giunsero mai a realizzazione e il calo dei finanziamenti portò alla chiusura della linea nel 2012.
I tram erano una volta estremamente comuni a Buenos Aires, con la città che aveva una grande rete tranviaria di 875 km e il più alto rapporto tranvie per popolazione del mondo, che le fece guadagnare notorietà in tutto il mondo come "la città dei tram". I primi tram cominciarono a funzionare negli anni 1860, tuttavia entro gli anni 1960 la rete fu smantellata e sostituita con autobus. C'è una tranvia storica mantenuta da entusiasti, che gestisce una vasta collezione di tram d'epoca nei fine settimana, vicino alla stazione della Linea A della metropolitana di Primera Junta nel quartiere di Caballito.
Anche la città di Mendoza possiede il proprio sistema tranviario chiamato la Metrotranvía de Mendoza che ha 16 stazioni e collega la città con la sua conurbazione. Altre città argentine con sistemi tranviari sono Paraná e La Plata, che usano entrambe autobus su rotaia della Tecnotren di costruzione nazionale. La città di Santiago del Estero sta costruendo un sistema di metrotranvia sopraelevata per collegarsi con la sua area metropolitana. Filobus (autobus alimentati da fili elettrici aerei) sono gestiti a Córdoba, Mendoza e Rosario.

## Trasporto stradale

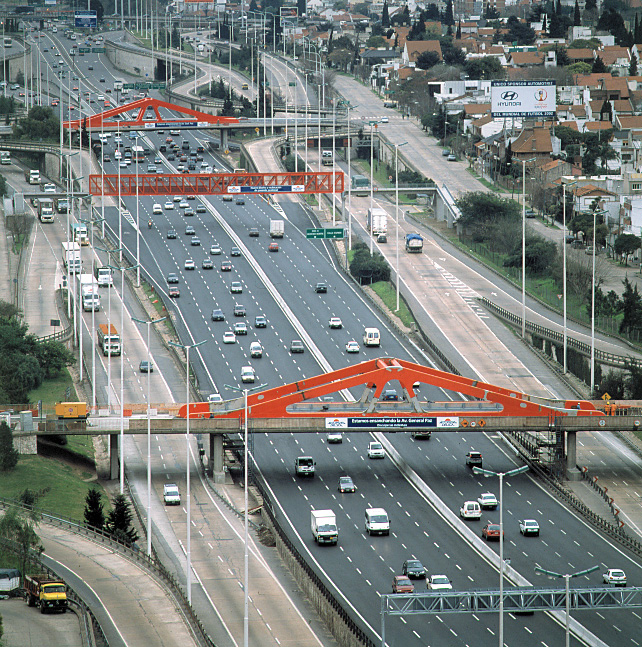
La tangenziale Avenida General Paz fu aperta per la prima volta al pubblico nel 1941.

Dal momento che l'Argentina è lunga quasi 4.000 km e larga più di 1.000 km, i trasporti a lunga distanza sono di grande importanza. Parecchie autostrade a pedaggio si irradiano da Buenos Aires, servendo quasi metà della popolazione della nazione. La rete stradale argentina ha uno sviluppo complessivo di circa 500.000 km ed è articolata su tre livelli: nazionale, provinciale e municipale. Le principali strade argentine, tuttavia, sono strade pubbliche nazionali e provinciali a due corsie: nel 2016, esse avevano uno sviluppo di circa 241.000 km, dei quali però, benché siano sparse per tutto il paese, poco più di un terzo era asfaltato.
Benché, entro il 1929, l'Argentina ospitasse già oltre 400.000 veicoli (più della metà del totale dell'America Latina, al tempo), virtualmente tutti i viaggi a lunga distanza erano fatti sulle vaste ferrovie della nazione. All'Argentina, poi, mancava un programma di costruzione delle strade fino al 1932, quando fu istituito il Direttorato nazionale delle strade. Finanziato all'inizio con un'accisa sulla benzina, l'ufficio poté vantare alcuni importanti risultati, come l'apertura nel 1951 dei 200 km dell'autostrada Santa Fe-Rosario, la prima dell'America Latina.
Secondo gli ultimi dati disponibili (2017), l'Argentina ospita circa 14,1 milioni di veicoli registrati (auto, veicoli leggeri, camion e autobus); su base pro capite, ha da tempo la più ampia accessibilità ai veicoli a motore. Guidatori sulla corsia di sinistra fino al 1945, gli automobilisti argentini da allora guidano sul lato destro. Le targhe dell'Argentina sono basate su un sistema di tre lettere-tre numeri per auto (ad eccezione di alcuni camion).
Le autostrade sono state recentemente (quasi) raddoppiate in lunghezza e ora collegano la maggior parte (benché non tutte) delle maggiori città. La più importante di queste infrastrutture viarie è probabilmente la Strada nazionale 9 Panamericana Buenos Aires – Rosario – Córdoba. Le più lunghe autostrade continue sono la Strada nazionale 40, una tratta lunga 5.000 km lungo la catena delle Ande e la Strada nazionale 3, un'arteria di 3.000 km che corre lungo il mare da Buenos Aires a Ushuaia.

### Autobus a lunga percorrenza
Gli autobus a lunga percorrenza argentini sono veloci, accessibili e confortevoli; sono diventati il principale mezzo di viaggio a lunga distanza da quando le privatizzazioni delle ferrovie all'inizio degli anni 1990 ridussero grandemente le dimensioni del servizio ferroviario passeggeri e i biglietti aerei divennero più costosi. I fornitori concorrenti differiscono poco per la loro formula consolidata nel tempo, offrendo tre diversi servizi riguardo al numero di fermate e al tipo di sedili: Regular (normale), Semi-cama (semi-letto) e Cama (letto), con Cama che è simile alla business class di una linea aerea, ma i nomi variano. Possono essere chiamati Ejecutivo, Cama-vip, Cama-suite e in altri modi. Alcuni servizi, di solito quelli più costosi, hanno anche il pranzo a bordo, mentre altri si fermano presso ristoranti accanto alla strada. Gli autobus a lunga e media percorrenza coprono quasi tutte le città, le cittadine e i villaggi accessibili mediante strade asfaltate.

## Trasporto ferroviario

### Servizi passeggeri a lunga percorrenza

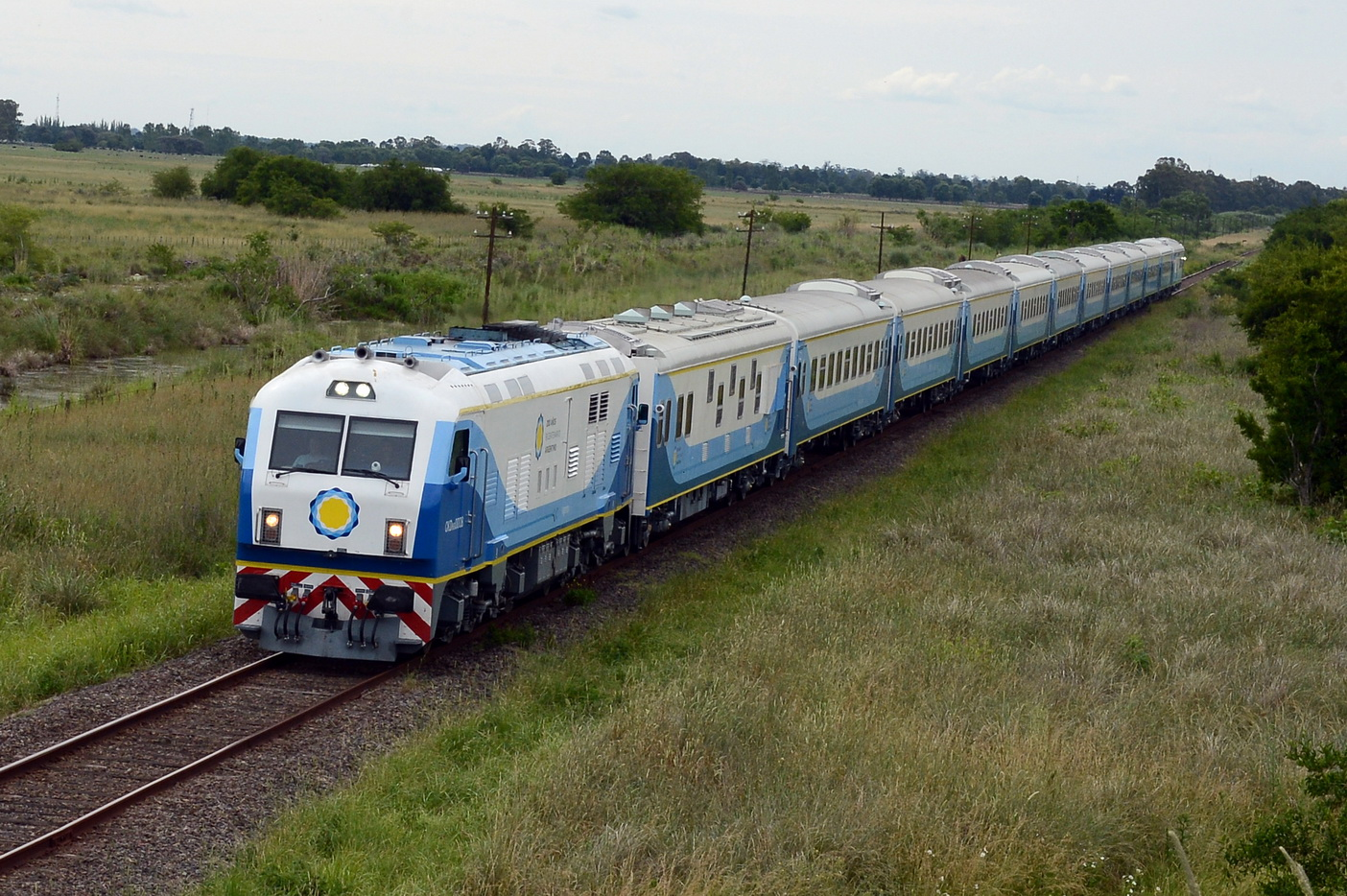
Una delle nuove locomotive a lunga percorrenza CNR CKD8 che entrarono in funzione nel 2014.

I servizi del sistema ferroviario passeggeri dell'Argentina, una volta esteso e prospero, furono grandemente ridotti nel 1993 in seguito allo scorporo di Ferrocarriles Argentinos (FA), l'operatore ferroviario statale. Malgrdo il declino delle ferrovie sotto la privatizzazione, l'Argentina mantiene ancora l'ottava più grande rete ferrovie del mondo, con 36.917 km di binari.
In seguito allo scorporo, tuttavia, erano state create parecchie società ferroviarie private e provinciali, che avevano fatto risorgere alcuni dei principali treni passeggeri che una volta gestiva FA, benché con servizi di gran lunga più limitati che sotto l'amministrazione statale. Trenes de Buenos Aires, Ferrocentral, Ferrobaires e Tren Patagónico erano alcune delle società private che gestivano la rete ferroviaria passeggeri a lunga percorrenza dell'Argentina in questo periodo.
Più recentemente, il governo ha cominciato a nazionalizzare alcune di queste società private o semplicemente a non rinnovare i loro contratti, mentre allo stesso tempo la Trenes Argentinos di proprietà statale cominciò a riaprire i servizi e a migliorare i servizi un tempo privati usando materiale rotabile completamente già nuovo, inclusi i servizi da Buenos Aires a Mar del Plata e Buenos Aires-Rosario-Cordoba. In molti casi, il governo argentino ha completamento sostituito, o è in corso di sostituire, l'infrastruttura esistente con lunghe rotaie saldate su traverse di cemento.
La posizione ufficiale del governo nazionale sul trasporto ferroviario è di riaprire tutte le linee che cessarono il funzionamento in seguito alla privatizzazione negli anni 1990. Nel'aprile 2015, con una schiacciante maggioranza il Senato approvò una legge che ricreava la Ferrocarriles Argentinos come Nuevos Ferrocarriles Argentinos, rinazionalizzando effettivamente le ferrovie del paese, una mossa che vide il sostegno di tutti i partiti politici su entrambi i lati dello spettro politico

### Ferrovia ad alta velocità
Il progetto di una linea ferroviaria ad alta velocità tra Buenos Aires, Rosario e Córdoba, con velocità fino a 320 km/h, fu annunciato nel 2006. La costruzione avrebbe dovuto cominciare agli inizi del 2009 per il primo segmento fino a Rosario.
Nel 2007 fu indetta una gara d'appalto per un contratto chiavi in mano per una seconda linea ad alta velocità, che collegava Buenos Aires e Mendoza.
Nel febbraio 2008 il governo nazionale annunciò un'altra indizione di una gara d'appalto, questa volta per la costruzione di un treno ad alta velocità che collegava Buenos Aires e Mar del Plata, il Mar del Plata TAVe. Nel dicembre 2012 l'allora Ministro dei trasporti, Florencio Randazzo, affermò che "un treno che corresse verso Rosario su una strada sicura, con un tempo di viaggio di tre ore e mezza, per me sarebbe sufficiente", liquidando implicitamente il progetto. Al 2018, il progetto resta abbandonato.

### Servizio merci

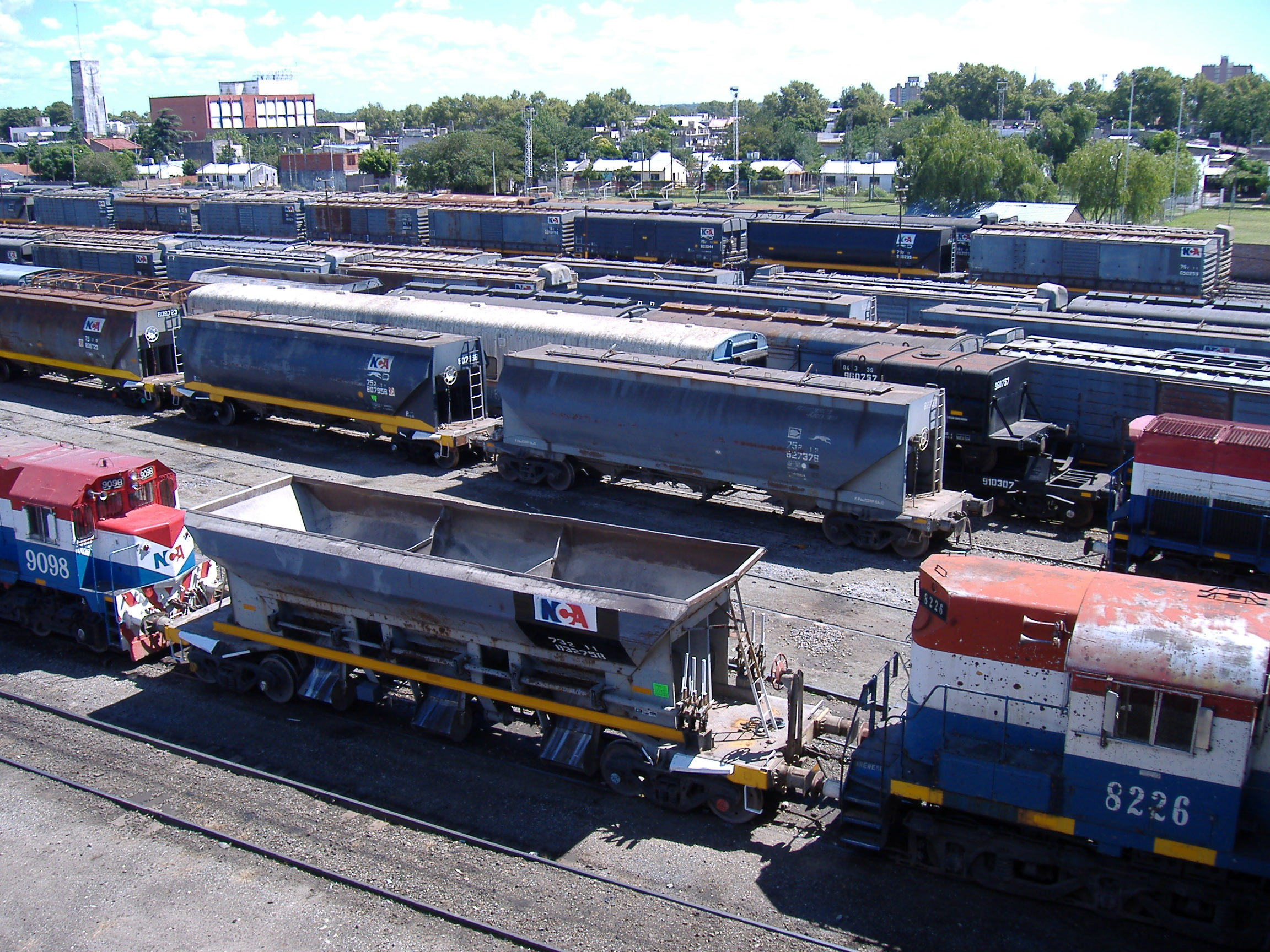
Treni merci della Nuevo Central Argentino a Rosario.

Oltre 18,8 milioni di tonnellate di merci furono trasportate per ferrovia in Argentina nel 2017. Attualmente, quattro vettori gestiscono i servizi ferroviari merci in Argentina:
- Nuevo Central Argentino
- Ferroexpreso Pampeano
- Ferrosur Roca
- Trenes Argentinos (ex Belgrano Cargas)

Di questi, Nuevo Central Argentino, Ferroexpreso Pampeano e Ferrosur Roca sono concessionari privati che operano nel settore merci dall'inizio degli anni 1990, mentre il quarto, Trenes Argentinos, è un'impresa statale costituita nel 2013, dalla nazionalizzazione di un precedente concessionario privato, Belgrano Cargas. È interessante notare che il governo cominciò a ristrutturare e a investire fortemente nella rete merci del paese proprio a partire dalla rinazionalizzazione di Belgrano Cargas, che l'anno precedente aveva acquisito anche la concessione di un altro operatore, América Latina Logística. Un ulteriore investimento di 2,5 miliardi di dollari è stato concordato con la Cina in uno sforzo per migliorare la capacità merci in tutta l'Argentina e ristrutturare i segmenti di binario obsolescenti. Attraverso questo investimento, il governo commissionò 1.000 vagoni merci alla società statale argentina Fabricaciones Militares, mentre l'accordo con la Cina comprendeva l'acquisto di 100 locomotive e 3.500 vetture dal paese asiatico. Questo investimento fu raddoppiato a 4,8 miliardi di dollari nel settembre 2015. Nel 2018 il governo argentino ha stanziato ulteriori fondi che, sommati ai precedenti, portano a 20 miliardi di pesos (650 milioni di dollari) l'investimento complessivo per la realizzazione di opere infrastrutturali e l'ammodernamento del materiale rotabile, nell'intento di dare un forte impulso al trasporto merci su ferro e renderlo competitivo con quello tradizionale su gomma.
Al 2017, la rete ferroviaria merci esistente in Argentina era lunga 17.485 km. Una mappa completa della rete è disponibile qui, a p. 3.

### Ferrovie turistiche

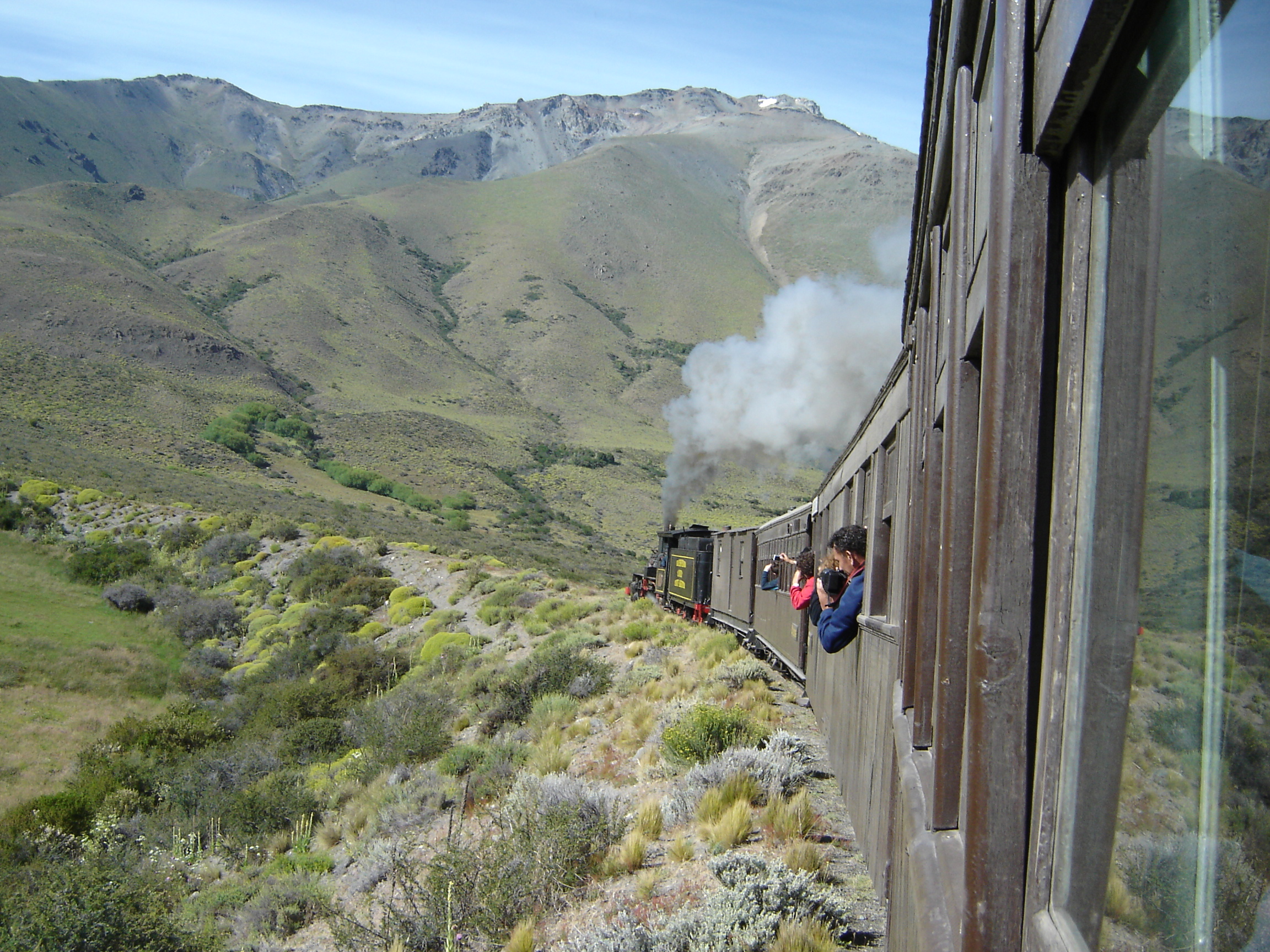
Veduta del Vecchio Espresso Patagonico.

In Argentina sono in esercizio numerose ferrovie turistiche a vapore (ferrovie storiche): il Vecchio Espresso Patagonico (noto localmente come "La Trochita") in Patagonia, il Treno della Fine del Mondo (Ferrovia Australe Fuegina) a Ushuaia (Terra del Fuoco) e un Treno storico di Bariloche a breve percorrenza.
Un Treno delle Nuvole diesel-elettrico nella provincia di Salta corre dalla città di Salta a San Antonio de los Cobres. Il governo nazionale aveva chiuso la linea dopo averla nazionalizzata allo scopo di restaurare i binari, tuttavia essa ritornò in servizio nel marzo 2015 con materiale rotabile e rotaie rinnovati sotto la gestione di Trenes Argentinos.
Il Treno delle Sierras, oltre a collegare insieme parti del centro della città di Córdoba, funziona anche come ferrovia turistica lungo le colline ai piedi delle Sierras de Córdoba.

### Collegamenti ferroviari internazionali con i paesi adiacenti
- Bolivia - scartamento di 1.000 mm in entrambi i paesi. Due collegamenti ferroviari tra Villazón (Bolivia) - La Quiaca (Argentina) e Yacuíba (Bolivia) - Salvador Mazza (Argentina).
- Brasile - cambio di scartamento, scartamento di 1.435 mm in Argentina e di 1.000 mm in Brasile. Ponte sul fiume Uruguay che collega Paso de los Libres (Argentina) e Uruguaiana (Brasile).
- Cile - collegamento della Ferrovia Transandina tra Zapala (Argentina) e Lonquimay (Cile). Scartamento di 1.676 mm in entrambi i paesi.[60]
- Cile - Ferrovia Transandina tra Mendoza e Santa Rosa de Los Andes, ora cessata, ma in fase di ricostruzione.[61] Questa ferrovia di montagna con uno scartamento di 1.000 mm con sezioni a cremagliera aveva un cambio di scartamento di 1.676 mm/1.000 mm su ciascun lato.
- Cile - Ferrovia Salta-Antofagasta, scartamento singolo di 1.000 mm che collega Salta ad Antofagasta. Il Tren a las Nubes è un servizio turistico che corre per 217 km sul lato argentino.
- Paraguay - Posadas-Encarnación, scartamento di 1.435 mm in entrambi i paesi; il servizio incominciò nel 2014.
- Uruguay - Tren de los Pueblos Libres, scartamento di 1.435 mm in entrambi i paesi, un servizio di breve durata fatto per riaprire il collegamento un tempo chiuso. Cessò l'attività dopo che tutte le concessioni assegnate alla società privata TBA furono revocate in seguito alla tragedia di Once.

#### Nuovo collegamento internazionale proposto
È stato proposto un collegamento ferroviario moderno per sostituire l'ormai cessata Ferrovia Transandina tra Argentina e Cile ed è attualmente (2018) in fase di progettazione con il supporto di un consorzio internazionale di società. Il collegamento ferroviario trasporterà sia passeggeri che merci attraverso le Ande, unendo le città di Buenos Aires e Santiago del Cile. Il collegamento servirà anche i vasti campi petroliferi dell'Argentina.

## Trasporto aereo

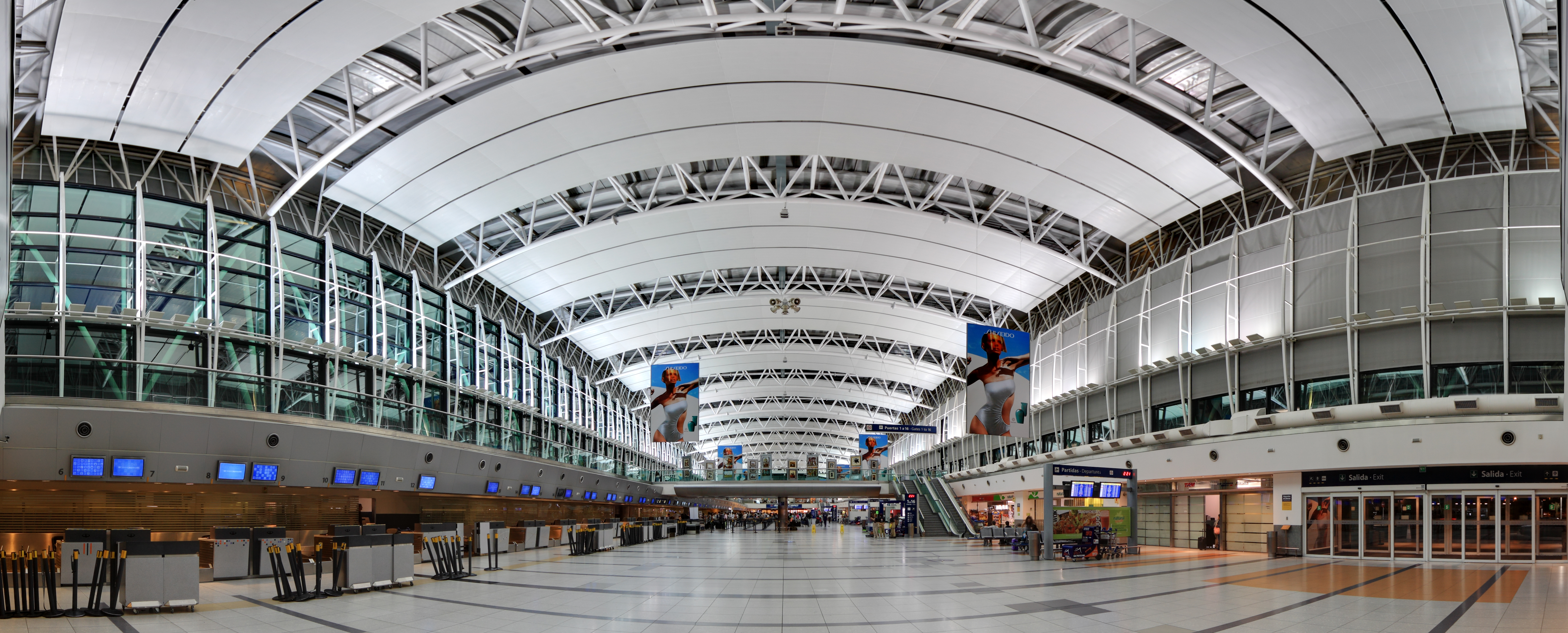
L'Aeroporto di Buenos Aires-Ministro Pistarini.

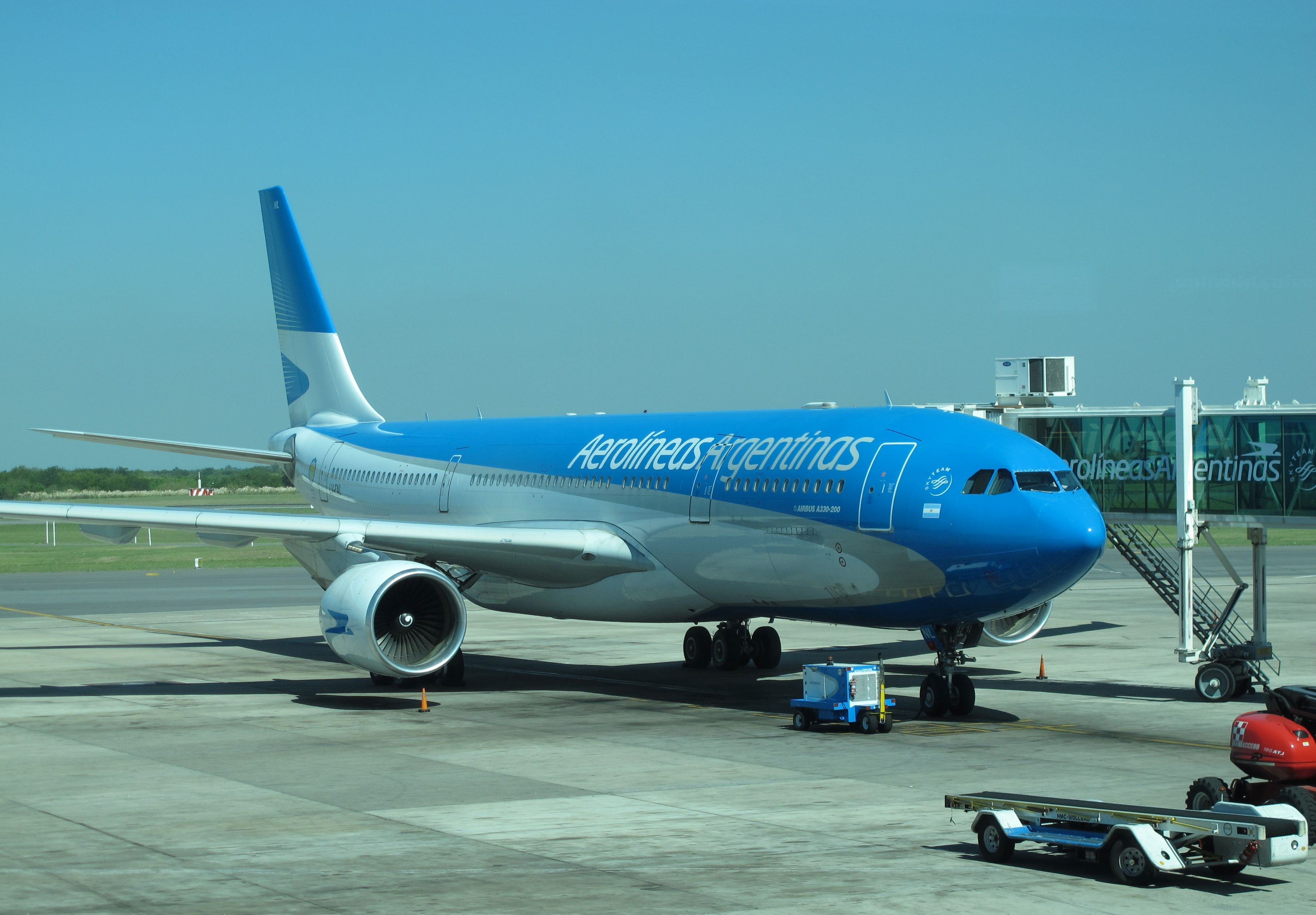
Un A330 dell'Aerolíneas Argentinas ad Ezeiza.

Benché tradizionalmente più costoso se paragonato con gli altri mezzi di trasporto, il trasporto aereo sta diventando sempre più comune in Argentina grazie ai prezzi più competitivi. Ogni capoluogo provinciale ha il proprio aeroporto, e ce ne sono molti altri, particolarmente nelle aree turistiche come Bariloche ed El Calafate. La maggior parte delle compagnie hanno parecchi voli giornalieri per le destinazioni più popolari, e voli giornalieri o meno frequenti per altre destinazioni. Dal 2003, il Ministero dell'interno e dei trasporti (attualmente Ministero dei trasporti) ha supervisionato numerosi lavori di costruzione in tutti gli aeroporti del paese, che vanno dalla realizzazione di nuovi terminali all'estensione della lunghezza delle piste e al miglioramento dei sistemi radar.
La compagnia aerea di bandiera nazionale è la Aerolíneas Argentinas, che fu rinazionalizzata dall'Iberia nel 2008 con il governo argentino che accusava l'azienda spagnola di malagestione. Sotto la proprietà dello stato, la compagnia aerea ha rinnovato gran parte della sua flotta e triplicato le sue dimensioni, aumentando significativamente il numero dei passeggeri. Insieme ad altri vettori internazionali, la compagnia aerea gestisce la maggior parte dei suoi voli internazionali dall'Aeroporto di Buenos Aires-Ministro Pistarini.
Anche se Buenos Aires è il nodo aereo più importante, sia per ragioni economiche che geografiche, ci sono voli tra città importanti, quali Córdoba, Rosario e Mendoza. In seguito alla rinazionalizzazione di Aerolíneas Argentinas, la maggior parte delle rotte domestiche sono gestite dalla sua consociata Austral che ha una flotta di 26 nuovi aeromobili Embraer che operano dal nodo aereo della stessa consociata all'Aeroparque Jorge Newbery, l'aeroporto domestico di Buenos Aires.
Nel 2013 l'Argentina aveva un totale di 1.138 aeroporti (incluse le piste di atterraggio), il sesto più alto del mondo. Il suo traffico passeggeri era pari, nel 2015, a 14.245.183 persone.

### Trasporto aereo merci

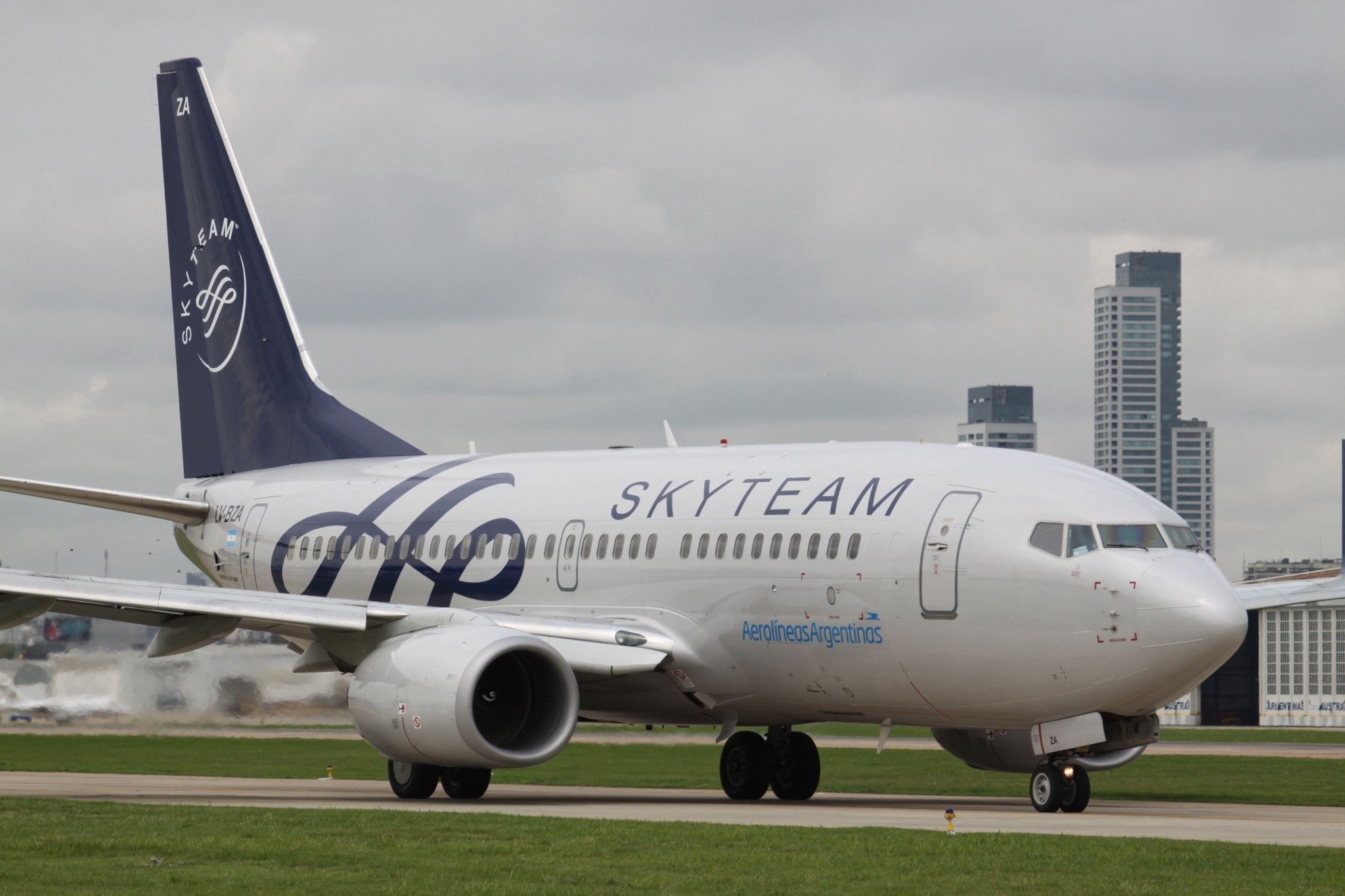
Boeing 737 dell'Aerolíneas Argentinas con il logo SkyTeam.

Data la notevole estensione del paese, in Argentina vi è grande interesse anche per il trasporto merci per via aerea. Per dare un'idea dell'importanza, nel 2016 questa modalità pesava per il 6% nel trasporto totale di merci esportate e per il 13% in quello di merci importate (il trasporto via mare pesava rispettivamente per il 22% e il 66%).
Tale mercato negli ultimi anni ha conosciuto un notevole sviluppo a livello mondiale, crescendo del 9% nel periodo 2007-2017. Anche se con diversa intensità, la crescita si è verificata in tutte le regioni del mondo. Le linee aeree con base in America Latina mostrano il tasso più basso (5,7%), pur essendo riuscite ad invertire la dinamica negativa dei due anni precedenti. Si stima che la domanda mondiale nei prossimi 20 anni crescerebbe a un ritmo del 4% all'anno, aumentando la tendenza a utilizzare aeromobili a uso misto (passeggeri e merci).
A differenza di quanto osservato a livello globale ma in linea con il percorso dell'America Latina, in Argentina, tra il 2014 e il 2016 si ebbe una caduta sistematica del volume trasportato per aereo. Nel 2017 si registra un recupero: precisamente, in quell'anno furono trasportati 195 milioni di tonnellate di merci, ossia il 17% in più dell'anno precedente, segnando un'inversione di tendenza dopo tre anni consecutivi di calo. Di tale volume, il 96% riguarda trasporti internazionali.
Negli ultimi decenni, la partecipazione delle linee aeree nazionali ha teso a diminuire, passando dal 20% nel 1993 al 14% nel 2015. La liberalizzazione delle concessioni aeroportuali nel 1997, con l'apertura ai capitali privati, ha permesso la creazione del Sistema nazionale degli aeroporti (Sistema Nacional de Aeropuertos , SNA), che conta attualmente (2018) 55 scali. Di questi nel 2017 solo 33 operavano nel settore merci. Anche per il traffico merci, in Argentina lo snodo principale è l'Aeroporto di Buenos Aires-Ministro Pistarini, che raccoglie da solo il 91,7% del movimento. Malgrado le difficoltà del settore, tendenzialmente deficitario, il governo argentino intende potenziare gli investimenti, pur senza ricorrere a sussidi diretti, ma piuttosto attraverso il miglioramento delle infrastrutture e l'attività della compagnia di bandiera Aerolíneas Argentinas.

## Trasporto fluviale

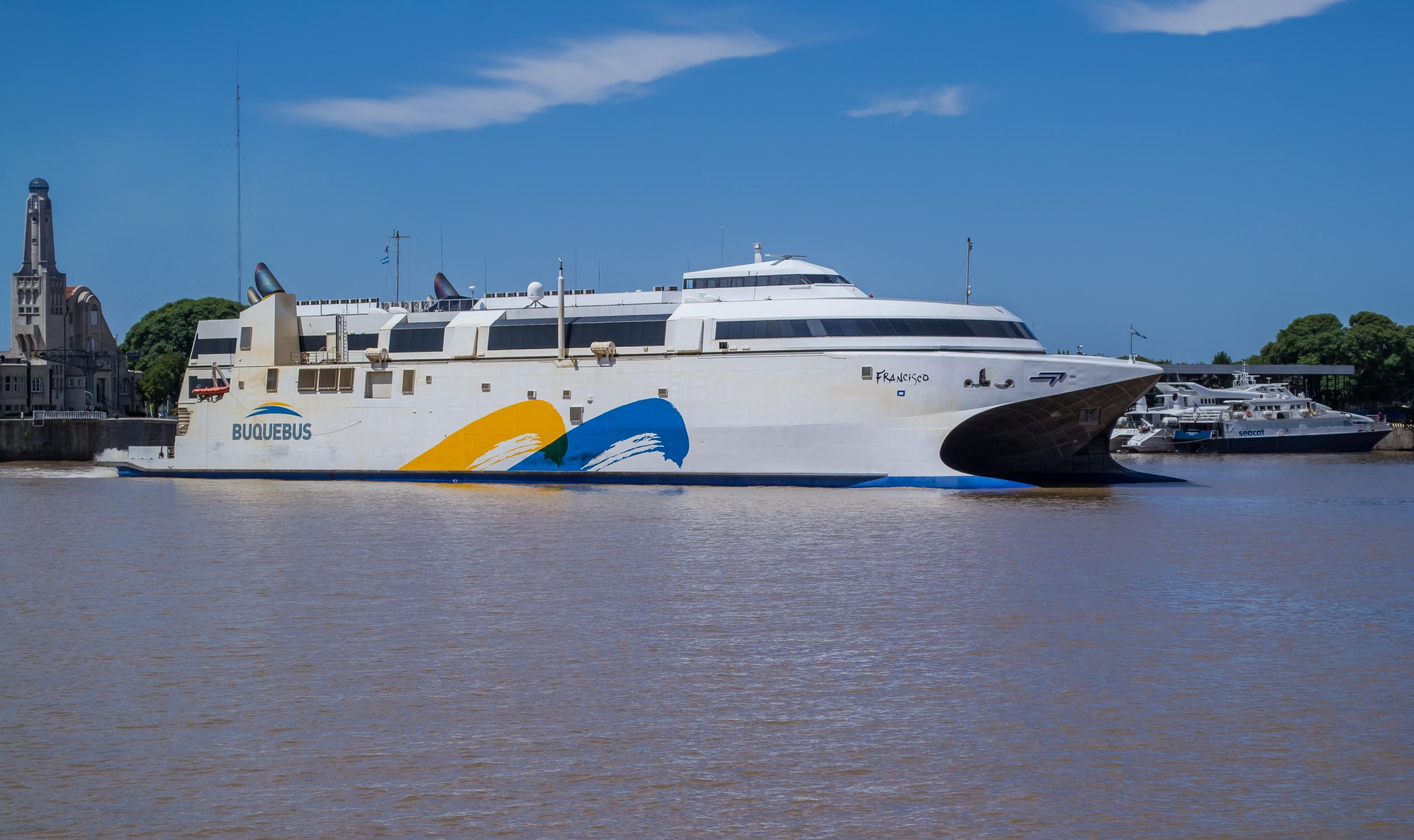
Navi come questo Buquebus (visto qui accanto al Buenos Aires Yacht Club) servono per il trasporto passeggeri e auto da Buenos Aires a località dell'Uruguay.

Il trasporto fluviale non si usa spesso per le persone, ad eccezione di coloro che attraversano il Río de la Plata da Buenos Aires a Colonia del Sacramento e Montevideo, entrambe in Uruguay. Altri servizi di trasporto si usano esclusivamente per l'attraversamento dei fiumi, come quelli a Tigre.
Il traffico fluviale è composto per la maggior parte di merci, specialmente sul fiume Paraná, che è navigabile da navi molto grandi (tipo Panamax) a valle dell'area della Grande Rosario. Quest'area produce e/o spedisce la maggior parte delle esportazioni agricole dell'Argentina.

## Trasporto marittimo
Per quanto riguarda il trasporto marittimo, l'Argentina dispone della seguente flotta mercantile:
| Statistiche per i trasporti navali in Argentina | Statistiche per i trasporti navali in Argentina                        |
| Totale: 137 navi (1.000 tonnellate di stazza lorda (TSL) od oltre) | Totale: 137 navi (1.000 tonnellate di stazza lorda (TSL) od oltre)     |
| Totalizzano: 2.038.923 TSL/3.057.820 tonnellate di portata lorda (TPL) | Totalizzano: 2.038.923 TSL/3.057.820 tonnellate di portata lorda (TPL) |
| Navi da carico | Navi da carico                                                         |
| --- | ---------------------------------------------------------------------- |
| Navi portarinfuse | 21                                                                     |
| Navi da carico | 21                                                                     |
| Navi portacontainer | 8                                                                      |
| Navi roll-on/roll-off | 8                                                                      |
| Navi cisterna |                                                                        |
| Navi metaniere | 12                                                                     |
| Navi chimichiere | 8                                                                      |
| Navi petroliere | 47                                                                     |
| Navi passeggeri |                                                                        |
| Combinate passeggeri/carico | 12                                                                     |
| Proprietà straniera e documentazione |                                                                        |
| Nota: 15 di queste sono di proprietà straniera: Cile 1, Germania 7, Norvegia 2, Spagna 4, Regno Unito 1. L'Argentina ha 5 navi registrate in altri paesi: Ghana 1, Liberia 3, Isole Marshall 1. (Stime 2006.) |                                                                        |
| Fonte: Questa voce contiene materiale dal CIA World Factbook che, in quanto pubblicazione del governo degli Stati Uniti d'America, è nel pubblico dominio.                                                    |                                                                        |

## Statistiche
Strade
- Totale: 230.137 km (2007)

posizione a livello mondiale: 23
- Asfaltate: 72.047 km (inclusi 1.575 km di superstrade)[34]
- Non asfaltate: 158.090 km

Ferrovie
- 36.999,4 km

posizione a livello mondiale: 8
- Passeggeri annui: 2 miliardi
- Merci: 26 milioni di tonnellate (2008)[70]

Vie d'acqua
11.000 km navigabili (2012)
posizione a livello mondiale: 11
- Merci: 28 milioni di tonnellate[71]

Condotte
- Petrolio greggio: 6.248 km
- Prodotti derivati dal petrolio: 3.631 km
- Gas naturale: 29.930 km (2013)

Porti
| - Bahía Blanca - Buenos Aires - Campana - Comodoro Rivadavia - Concepción del Uruguay - La Plata - Mar del Plata |  | - Necochea - Río Gallegos - Rosario - Santa Fe - San Antonio Oeste - Ushuaia - Zárate |

Aeroporti
Totale (incluse piste aeree): 1.138 (2013)
posizione a livello mondiale: 6
 Questa voce contiene materiale dal CIA World Factbook che, in quanto pubblicazione del governo degli Stati Uniti d'America, è nel pubblico dominio.

## Galleria d'immagini

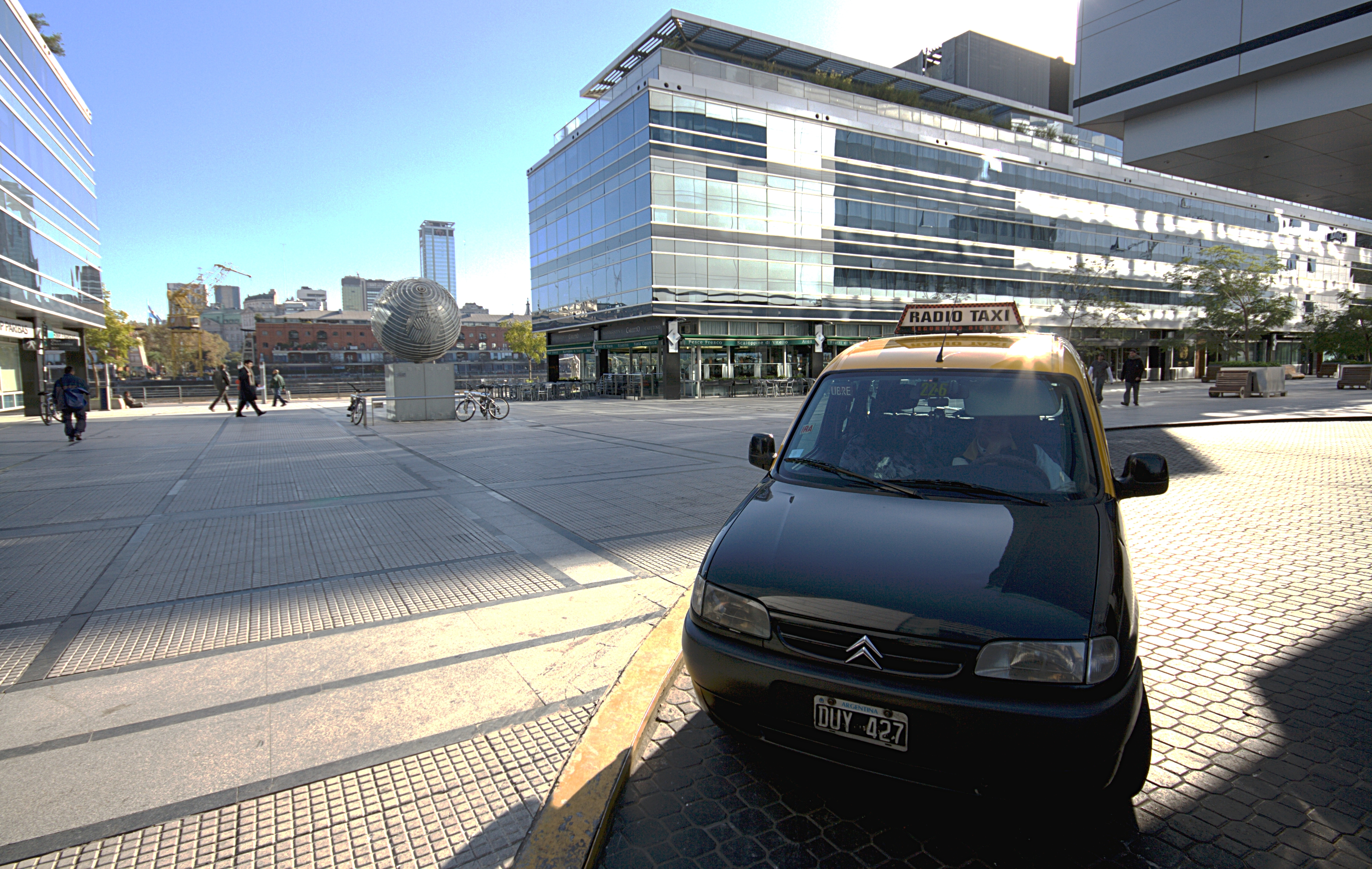
Taxi a Puerto Madero
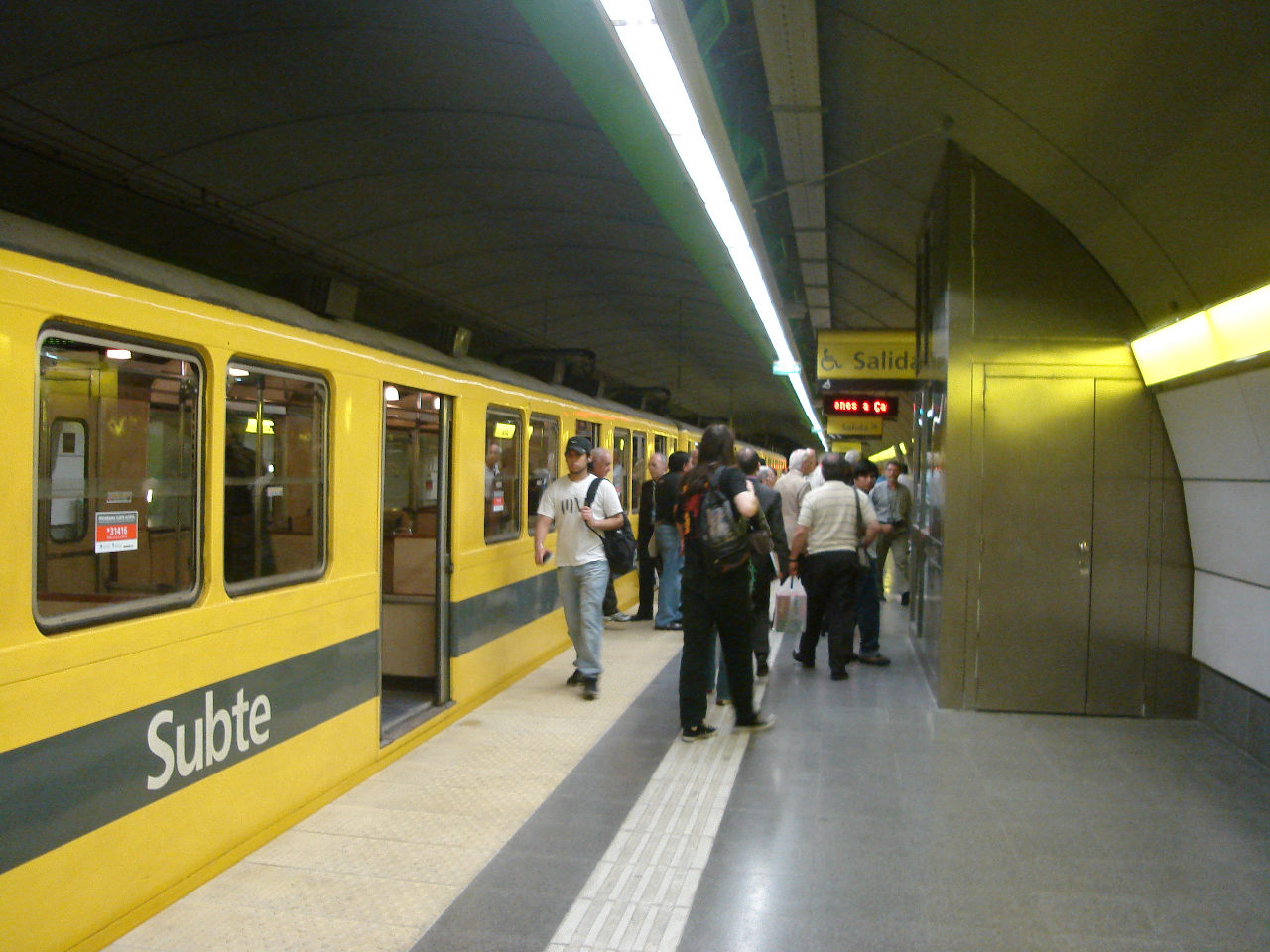
Passeggeri sulla metropolitana di Buenos Aires
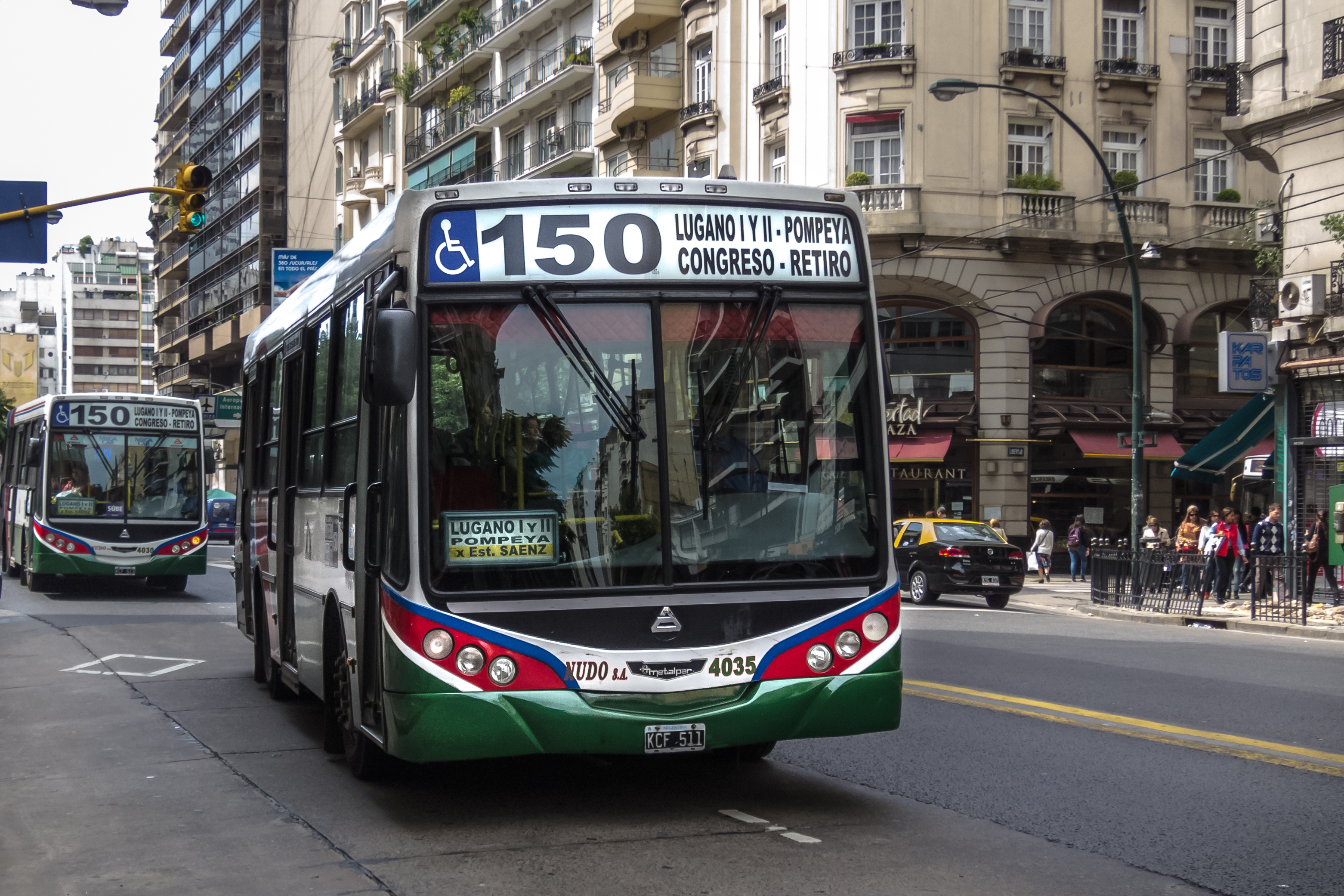
Colectivos
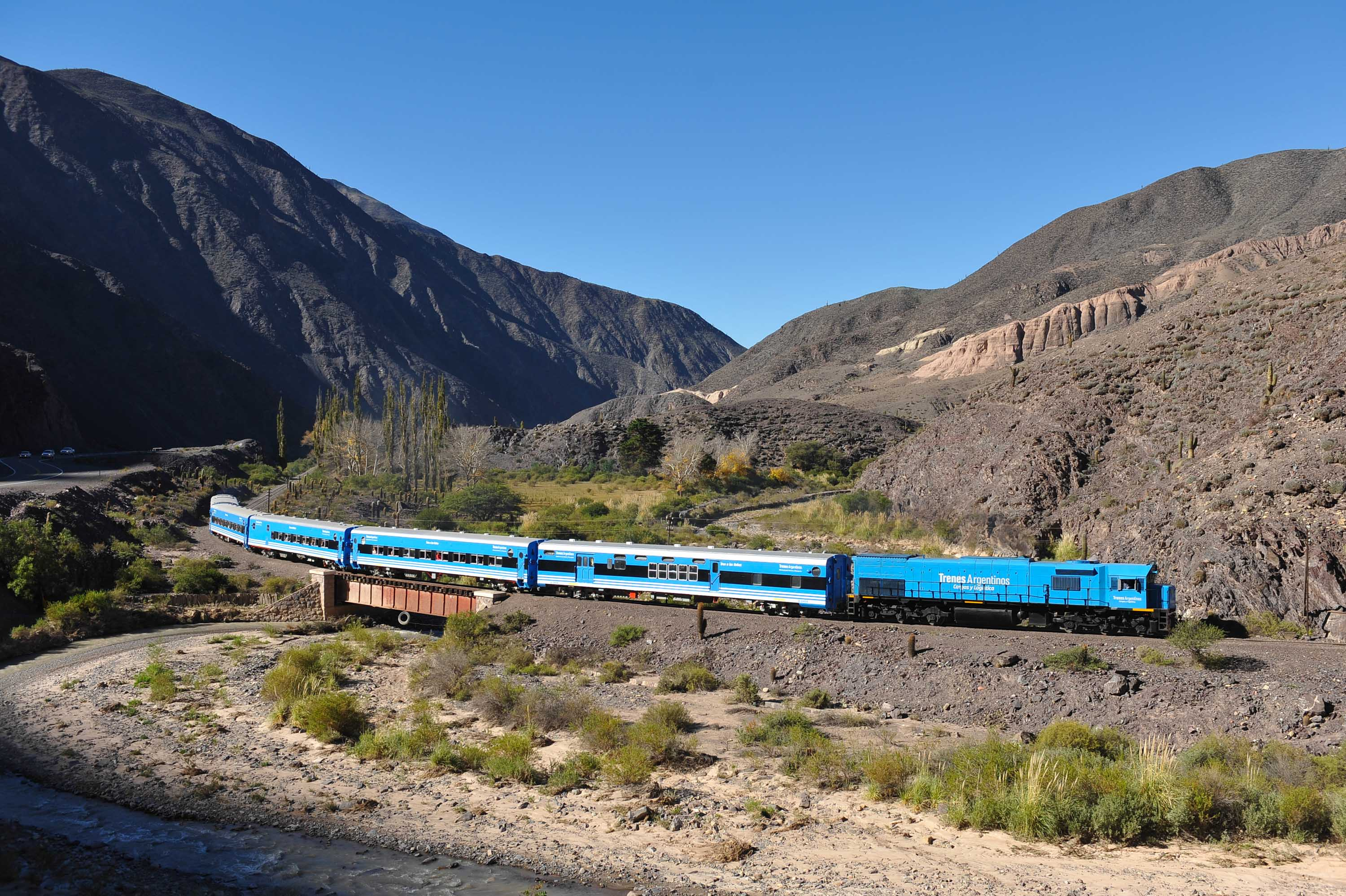
Il treno turistico Tren a las Nubes
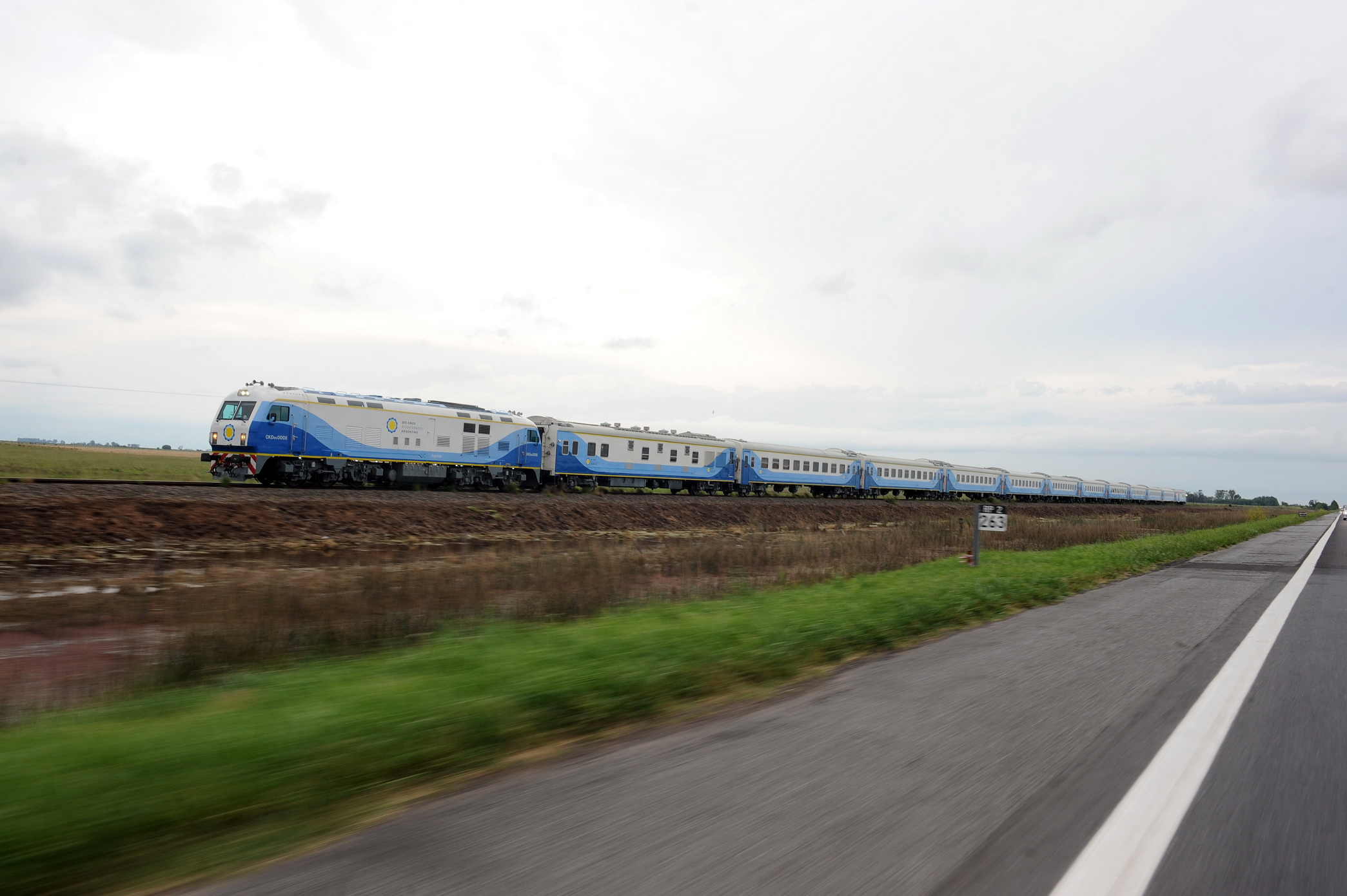
Treno passeggeri della ferrovia General Roca
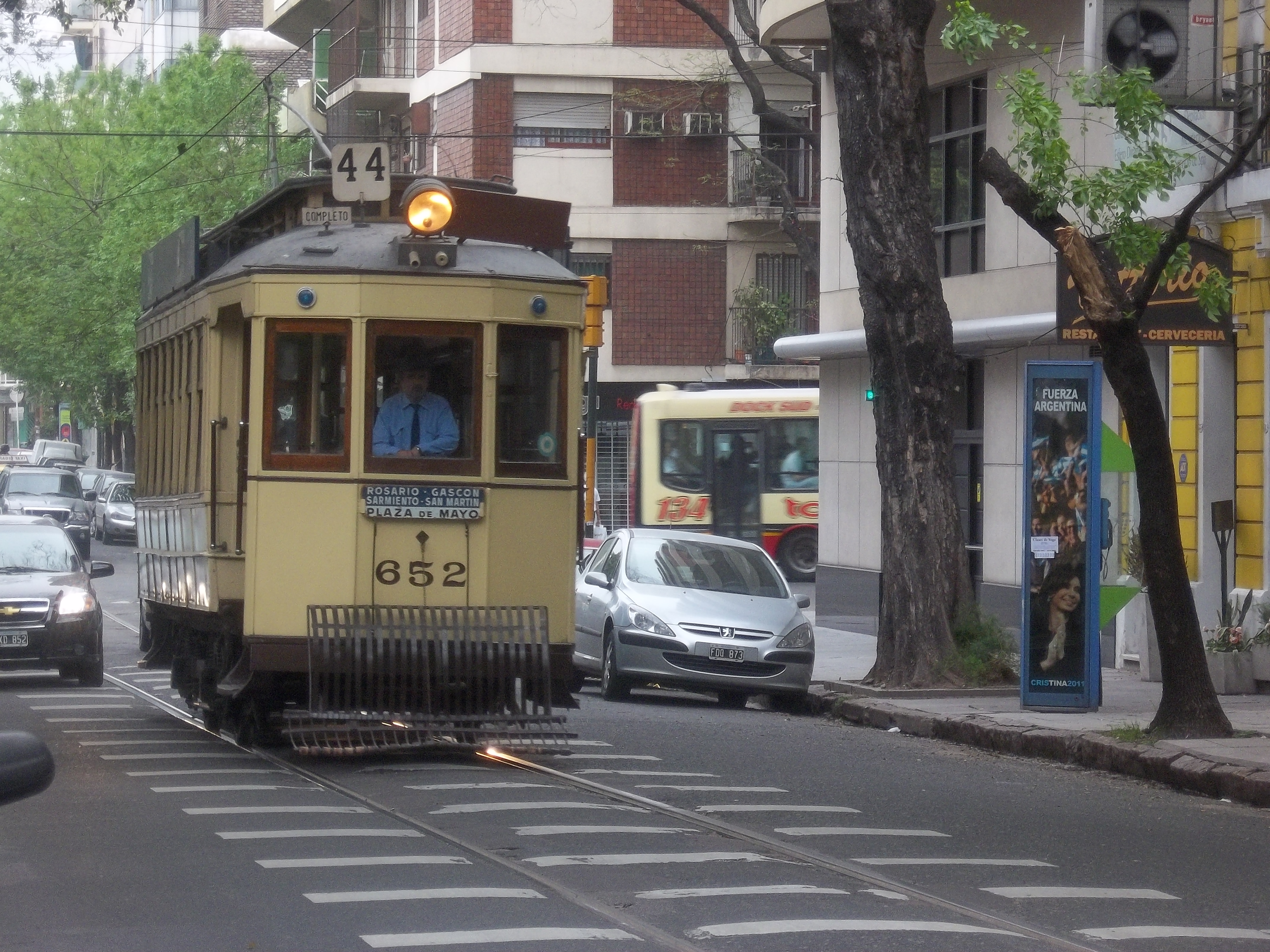
Un tram a Buenos Aires